# 이승채 (배우)
이승채 대한민국의 영화 배우이다. 1995년 드라마 《종합병원》으로 데뷔하였다.

## 학력
- 부산예술고등학교 (졸업)
- 동아대학교 성악과 (졸업)

## 출연작

### 영화
- 2022년 《감동주의보》 ... 마늘사장 아내 역
- 2015년 《착한 처제》 ... 오하주 역
- 2006년 《모두들, 괜찮아요?》 ... 세란 역
- 2004년 《귀여워》 ... 미스 서울/퇴물 미용사 역
- 2004년 《여자는 남자의 미래다》 ... 헌준 친구들 역
- 2002년 《예스터데이》 ... 여비서 역
- 2001년 《파라다이스 빌라》 ... 이주나 역
- 2000년 《신혼여행》 ... 이수진 역
- 1999년 《주유소 습격 사건》 ... 뺀질녀 역ㅡ연주

### 방송
- 2009년 SBS 《두 아내》
- 2006년 KBS2 《KBS 드라마시티 - 일주일》 ... 서윤하 역
- 2006년 SBS 《101번째 프로포즈》
- 2005년 SBS 《다이아몬드의 눈물》
- 1996년 SBS 《8월의 신부》
- 1995년 MBC 《종합병원》 ... 응급실 간호사 방지연 역

### 예능
- SBS 《한밤의 TV 연예》
- SBS 《솔로몬의 선택》
- KBS 《스펀지》

## 수상
- 1995년 미스 월드 유니버시티 美